# Sinfonía n.º 30 (Mozart)

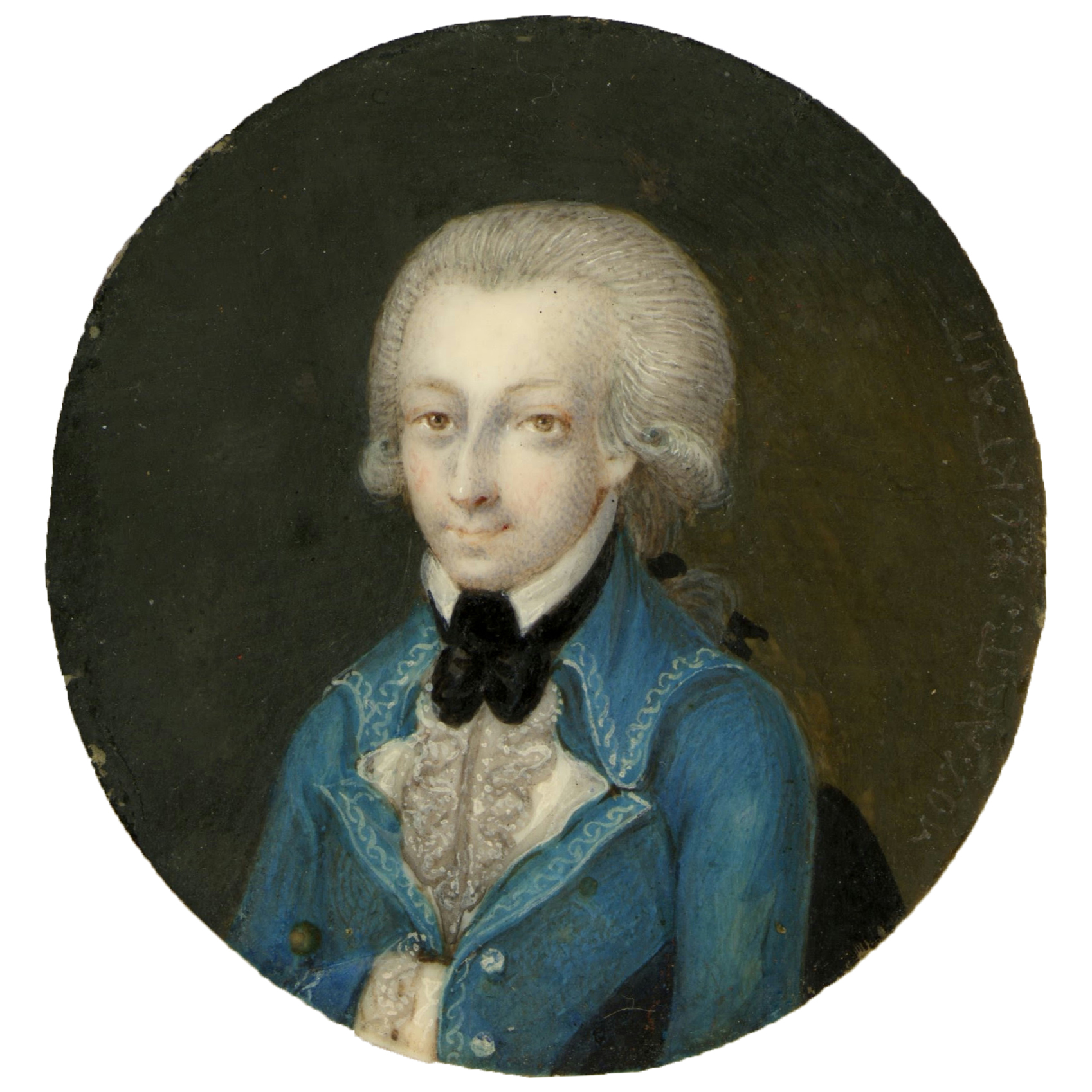
Mozart en 1773.

La Sinfonía n.º 30 en re mayor, K. 202/186b fue compuesta por Wolfgang Amadeus Mozart y fechada el 5 de mayo de 1774, cuando el compositor tenía dieciocho años.

## Historia

### Contexto

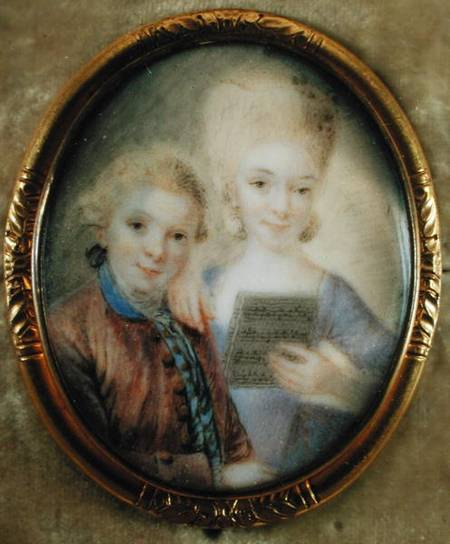
Wolfgang y Nannerl hacia 1763.

La carrera de Mozart como sinfonista había empezado en Londres durante el gran viaje de la familia Mozart por Europa entre junio de 1763 y noviembre de 1766. El padre Leopold Mozart planeó la gira para exhibir a sus prodigiosos hijos, Wolfgang y Nannerl en las principales cortes europeas. En ese tiempo Wolfgang compuso sus primeras obras del género, que tenían una deuda sustancial con las sinfonías de estilo galante italianizante en tres movimientos de Carl Friedrich Abel y Johann Christian Bach; también escuchó las sinfonías de compositores relevantes como Thomas Arne, William Boyce y Giuseppe Sammartini. Posteriormente Leopold y sus hijos pasaron en Viena varios meses de 1768 durante los cuales el joven maestro hizo un esfuerzo consciente por adaptar su estilo sinfónico a los gustos del público vienés, adoptando entre otras cosas la estructura en cuatro movimientos. Una afortunada consecuencia de los largos viajes del compositor en ciernes fue el contacto que le proporcionaron con una generosa muestra representativa de las tradiciones musicales europeas: alemana, británica, francesa e italiana.
El joven compositor y su padre realizaron tres viajes a Italia entre diciembre de 1769 y en mayo de 1773. En este periodo alternó sus visitas con estancias en Salzburgo durante las cuales creó la ópera Mitrídates, rey de Ponto, así como varias sinfonías con apreciable influencia del gusto italiano por la ópera bufa. En 1772 y 1773 el maestro austríaco vivió una etapa de entusiasmo por la escritura sinfónica, produciendo cada año siete nuevas sinfonías (n.º 15 - n.º 27). Después redujo su actividad en este campo y en los dos años siguientes sólo aparecieron tres nuevas piezas del género (n.º 28, 29 y 30).

### Composición
La composición de esta obra se completó el 5 de mayo de 1774 en Salzburgo. Esta sinfonía festiva fue escrita para una ocasión desconocida.

### Estreno y publicación
No se sabe con certeza la fecha y el lugar en que tuvo lugar el estreno de la sinfonía.
La primera edición fue llevada a cabo en 1799 por la editorial Günter & Böhme en Hamburgo, que publicó las partes bajo la denominación Quatre symphonies, Op.64 No.4. La partitura completa fue editada en 1880 por Breitkopf & Härtel en Leipzig, que la publicó bajo la denominación Wolfgang Amadeus Mozarts Werke, Serie VIII, No. 30.

## Instrumentación
La partitura está escrita para una orquesta formada por:
- Viento madera: 2 oboes y [1 fagot].
- Viento metal: 2 trompas en re y 2 trompetas (trombe lunghe) en re.
- Teclado: [clavecín].
- Cuerda: una sección de cuerdas con 2 violines (primero y segundo), viola, violonchelo y contrabajo.

Las sinfonías de Mozart escritas en do mayor, re mayor o mi bemol mayor solían ser las únicas que podían incluir trompetas por razones técnicas. En la partitura autógrafa aparece anotado trombe lunghe que quiere decir trompetas largas. La parte de los timbales se ha perdido. Ha habido al menos un intento por reconstruir la parte de los timbales. La parte de timbales reconstruida se interpreta en cada uno de los movimientos, excepto en el lento. En las orquestas de aquella época era una práctica común emplear el fagot y el clavecín, si estaban presentes en la orquesta, para reforzar la línea del bajo o bien como continuo, incluso sin notación separada. Lo mismo se aplica a los timbales, que normalmente aparecían en paralelo con las trompetas (si estaban presentes en la orquesta).

## Estructura y análisis
La sinfonía consta de cuatro movimientos:
- I. Molto allegro, en re mayor 3
4
- II. Andantino con moto, en la mayor 2
4
- III. Menuetto, en re mayor – Trio, en sol mayor 3
4
- IV. Presto, en re mayor 2
4

La interpretación de esta obra dura aproximadamente entre 15 y 20 minutos. La sinfonía anterior alcanzaba una noble serenidad y la n.º 25 fue la primera sinfonía auténticamente trágica de Mozart, ésta parece más interesada en la ligereza y los buenos momentos. Esto hizo que los comentaristas del Romanticismo la vieran como un paso atrás en el sentido de que era una obra menos "seria". En la variedad de sus ideas musicales y la inteligencia de su tratamiento, en realidad está a la altura de las otras dos. Conforme a Stevenson, la importancia de la "seriedad" como cualidad musical determinante queda en manos del oyente. La obra está unificada por el hecho de que tanto el movimiento inicial como el final comienzan con una melodía que recorre el acorde de la tónica en sentido descendente: re–la–fa sostenido–re.

### I.Molto allegro
El primer movimiento, Molto allegro, está escrito en la tonalidad de re mayor, en compás de 3/4 y sigue la forma sonata. El movimiento de apertura se inicia con un motivo de fanfarria con puntillo interpretado por las trompetas que está formado por algunos acordes y figuraciones introductorias, una de las cuales incluye un pequeño trino sencillo. En el transcurso de la exposición, este trino crece y crece en importancia hasta que toda la orquesta está dominada por su zumbido. Una sección transitoria que contiene un diálogo entre violines y el bajo que alterna entre dinámicas fuertes y suaves y que finalizia con un trino. El segundo tema consta de dos secciones: la primera es un ländler para dos violines en contraposición al bajo, mientras la segunda es un minueto para el tutti orquestal que describe trinos en casi cada pulso. La coda exposicional regresa al estilo ländler. Tras la recapitulación, la coda vuelve al minuetto y regulariza la longitud de las frases antes de la cadencia final.

### II.Andantino con moto
El segundo movimiento, Andantino con moto, está en la mayor, en compás de 2/4 y responde a una forma sonata a pequeña escala. El movimiento lento está escrito sólo para cuerdas. Es rico en melodías cantabile y muestra el cuidado del compositor por mantener el interés de las cuatro voces. Por lo tanto, es muy rica para escuchar.

### III.Menuetto – Trio
El tercer movimiento, Menuetto – Trio, está en re mayor que en el trío pasa a sol mayor y el compás es 3/4. El minueto es uno de los más danzables entre las sinfonías más maduras de Mozart. En el trío el primer violín está sincopado a una corchea por delante del acompañamiento.

### IV.Presto
El cuarto y último movimiento, Presto, retoma la tonalidad inicial, el compás es 2/4 y adopta de nuevo la forma sonata-allegro. El Finale empieza con un motivo descendente de fanfarria con puntillo similar al que abre el movimiento inicial. La frase de respuesta y el segundo tema presentan un carácter de contradanza. Contrasta una figura inicial de marcha rápida en ritmo con puntillo con una idea lírica contrastante. La sección de desarrollo es bastante seria, pero la coda se entretiene en una broma musical.